# مسجد اموی دمشق
مسجد جامع اموی (عربی: جامع بني أمية الكبير)، یا جامع اُموی (عربی: الجامع الأموي)، مهم‌ترین مسجد سوریه است که در بخش قدیمی شهر دمشق واقع شده‌است. مسجد جامع اموی توسط ولید بن عبدالملک، ششمین خلیفه امویان بر بنای کلیسایی که در آن تربت یحیی به خاک سپرده شده بود، ساخته شد. او در سال ۸۶ هجری به دست خود تخریب این کلیسا، که خود روی ویرانه‌های معبد ژوپیتر ساخته شده بود و در آن زمان بیش از ۳۰۰۰ سال قدمت داشت را آغاز کرد. بخشی از بنای مسجد جامع اموی دمشق دارای قدمتی بالغ بر ۱۴۰۰ سال است و از جاذبه‌های مهم گردشگری و زیارتی شهر دمشق محسوب می‌شود.
این بنا تنها بازماندهٔ روزگار اموی در دمشق است و هنرمندانی از ایران، مصر، روم، تونس و چندین منطقهٔ دیگر آن را ظرف ۸ سال با دوازده هزار کارگر ساختند.
مسجد اموی دمشق دارای مناره‌ای است که به «مناره سفید» معروف است.
آرامگاه صلاح‌الدین ایوبی، سلطان و مؤسس حکومت ایوبیان و فرمانده مسلمانان در جنگ‌های صلیبی در ضلع شمالی این مسجد واقع شده‌است.

## تاریخچه
این مکان از عصر آهن محلی برای عبادت بوده است.  دمشق در هزاره اول قبل از میلاد  مرکز  ایالت آرامی آرام-دمشق بود و معبد بزرگی برای خدای رعد و برق و باران بنام حداد رمان  در محل کنونی مسجد اموی ساخته شد.  از آن معبد آرامی یک سنگ باقی مانده است که مربوط به حکومت پادشاه حزائیل  بین سالهای ۸۷۶ تا ۸۳۳ قبل از میلاد است و در حال حاضر در موزه ملی دمشق به نمایش گذاشته شده است
معبد حداد رامان همچنان نقش اصلی را در شهر دمشق ایفا می کرد و هنگامی که امپراتوری روم دمشق را در ۶۴ قبل از میلاد فتح کرد ، آنها خدای حداد را با خدای رعد و برق خود ، ژوپیتر تلفیق کردند   بنابراین ، آنها درگیر پروژه ای برای پیکربندی مجدد و گسترش معبد تحت هدایت معمار متولد دمشق بنام آپولودور دمشقی   شدند ، که طرح جدید را ایجاد و اجرا کرد. 
این معبد جدید ژوپیتر ، باعث  شد دمشق در مرکز پادشاهی قدیم رم قرار گیرد  و به عنوان پاسخی برای معبد دوم در اورشلیم عمل کند. وسعت معبد ژوپیتر در دوره اولیه حکومت روم بر این شهر ، بیشتر با کمک کاهنان اعظم که از شهروندان ثروتمند دمشق بودند، افزوده می شد.   دروازه شرقی حیاط در زمان فرمانروایی  سپتیمیوس سوروس گسترش یافت.  در قرن چهارم میلادی ، معبد به دلیل اندازه و زیبایی خود مشهور و با دو مجموعه دیوار از شهر جدا شد.  دیوار اول ، مساحت وسیعی از جمله  بازار را شامل می شد و دیوار دوم محراب اصلی معبد ژوپیتر را احاطه کرده بود.  این بزرگترین معبد در سوریه رومی بود. در اواخر قرن چهارم در سال ۳۹۱  معبد ژوپیتر توسط امپراتور مسیحی تئودئوس یکم به کلیسای جامع تبدیل شد.  در طول تبدیل آن به کلیسای جامع مسیحی ، بلافاصله به یحیی بن زکریّا  اختصاص داده نشد بلکه غسل تعمید در قرن ششم در آن ایجاد شد.  طبق افسانه ها سر سنت جان در آنجا دفن شده است.  این مکان همچنین  به عنوان مقر اسقف دمشق عمل می نموده است . سپس در سال چهاردهم یا هفدهم هجری با فتح دمشق به وسیله مسلمانان، نیمی از آن بر اساس مصالحه‌ای که صورت پذیرفته بود همچنان به صورت کلیسا باقی ماند و نیم دیگر به مسجد تبدیل شد. مساحت اولیه آن بر اساس آنچه که ابن جبیر نقل کرده‌است از شرق به غرب یعنی در طول دویست قدم (حدود ۱۵۰ متر) و از سمت جنوب به شمال یعنی در عرض ۱۳۵ قدم (حدود صد متر) بوده و در مجموع به ۱۵٬۰۰۰ متر مربع می‌رسیده‌است. وقتی معاویة بن ابی سفیان در شام ولایت و حکومت یافت، تصمیم به الحاق نیمه باقیمانده از کلیسا به مسجد نمود ولی مسیحیان نپذیرفتند؛ پس از وی عبدالملک بن مروان مال فراوانی به آنان داد تا اجازه دهند این قسمت نیز به مسجد ملحق شود ولی ایشان نپذیرفتند؛ تا این که ولید بن عبدالملک مسیحیان را راضی کرد که نیمه باقیمانده نیز به مسجد اضافه شود.
به‌طور دقیق نمی‌توان گفت که ولید از بنای مسیحی قدیم چه مقدار در مسجد خویش باقی گذاشت ولی دو مناره جنوبی همان برج‌هایی است که به کلیسای قدیم پیوسته بود. مسلمانان برج‌های کهن رومی در گوشه‌های مسجد دمشق را تبدیل به مناره کرده و از فراز آن اذان می‌گفتند. ساختن مناره پیش از دوره اموی معمول نبود و ابتکار آن از روی برج‌هایی است که به عبادتگاه‌های سوریه وابسته بود و در دروهٔ معاویه به مصر انتقال یافت.
در ساخت این مسجد از مهندسان رومی، ایرانی، هندی و مغربی کمک گرفته شد؛ ولید بن عبدالملک عایدی چند سال سوریه و نیز بار ۱۸ کشتی طلا و نقره حمل شده از قبرس را علاوه بر ابزار و مکعب‌های موزائیکی که پادشاه رومی‌ها به عنوان هدیه فرستاده بود صرف آن کرد.
بر فراز شبستان مسجد، گنبدی به نام «نسر یا عقاب» ساخت و ستون‌هایی در زیر آن قرار داد و آن را با طلا و جواهر و پوشش‌های حریر مزین کرد. محراب مسجد را با جواهر و قندیل‌های طلا و نقره، معرق‌های زیبا و زنجیرهای طلا آراست.
بنای مسجد در دوران ولید بن عبدالملک آغاز شد. روایت‌های مختلفی دربارهٔ آغاز بنای مسجد جامع اموی نقل شده‌است که ۸۶، ۸۷ و ۸۸ق، به عنوان آغاز بنای این مسجد در منابع مختلف آمده‌است. ساخت مسجد اموی که در دوران ولید بن عبدالملک آغاز شده بود، در سال ۹۶ق به پایان رسید؛ در حالی که ولید درگذشته بود و ساخت مسجد را برادرش سلیمان بن عبدالملک به پایان رساند. در طول قرون مختلف تعمیرات و توسعه‌هایی در آن انجام شده و همچنین بر اثر چندین آتش‌سوزی، بسیاری از قسمت‌های آن در آتش سوخت.

## نگارخانه

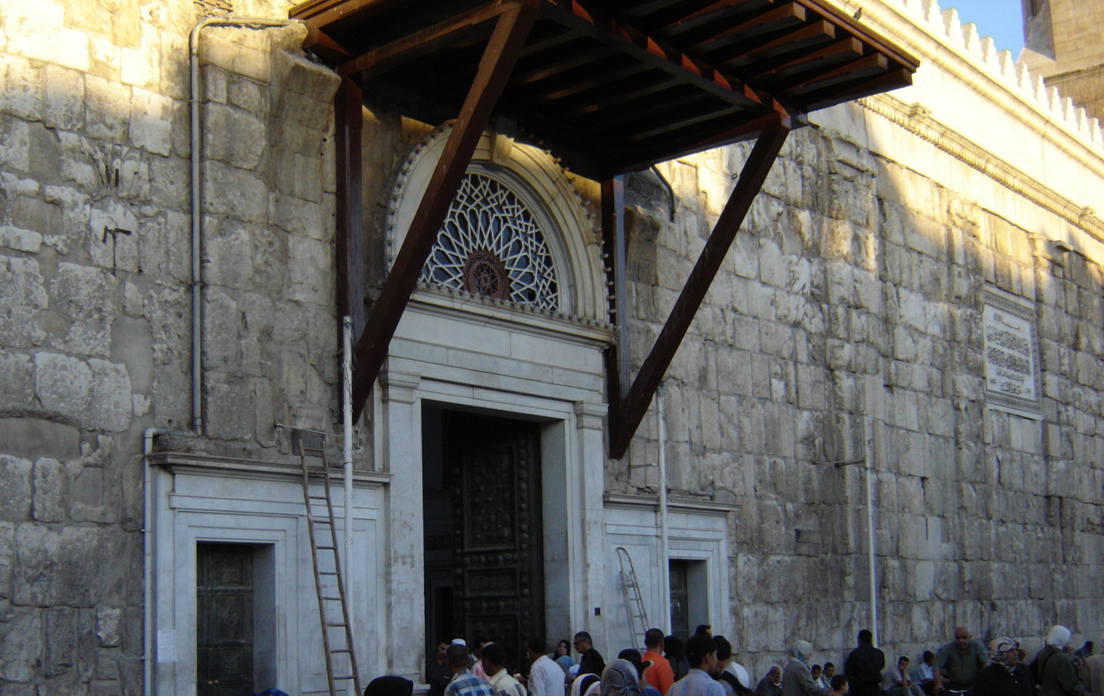
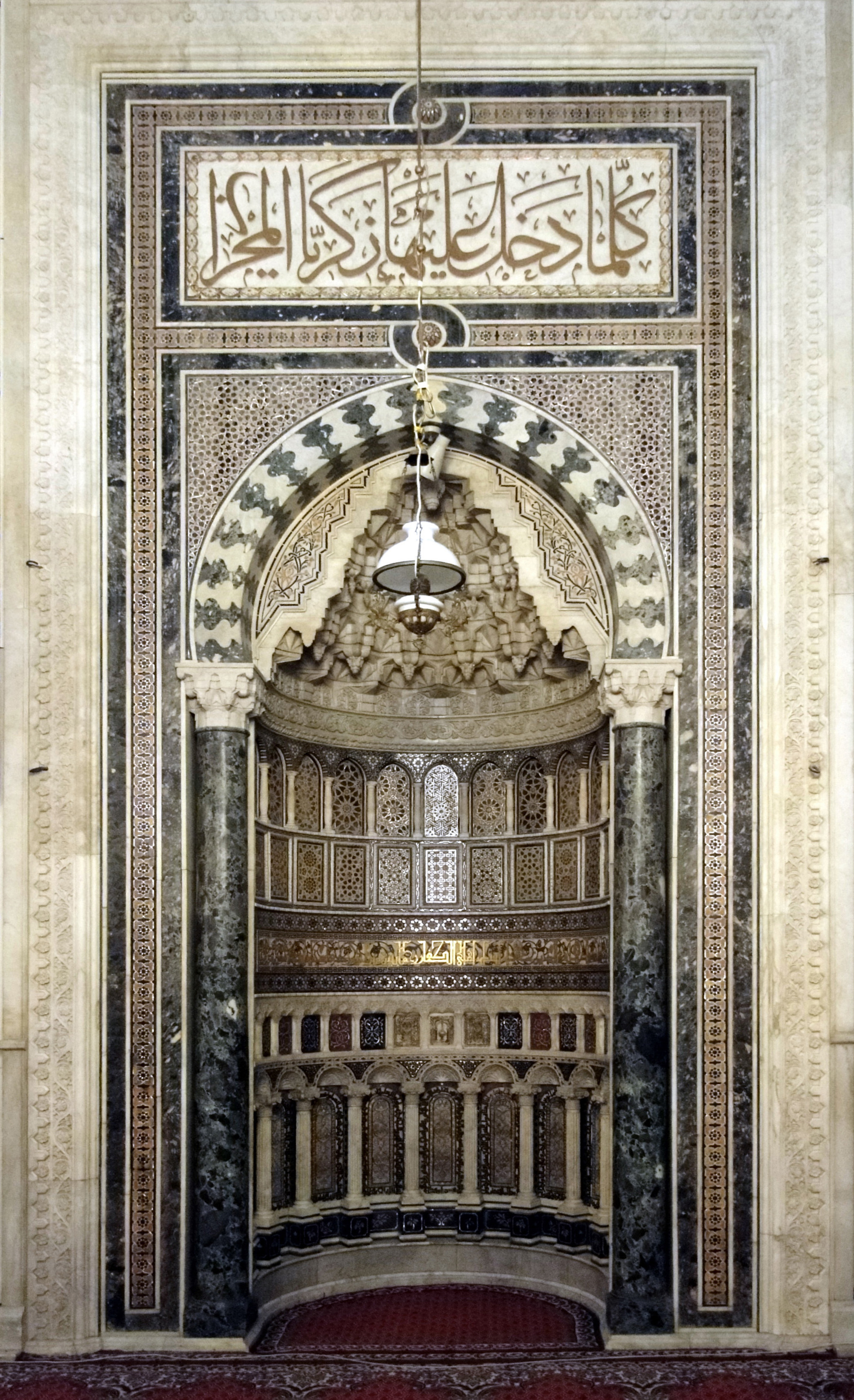
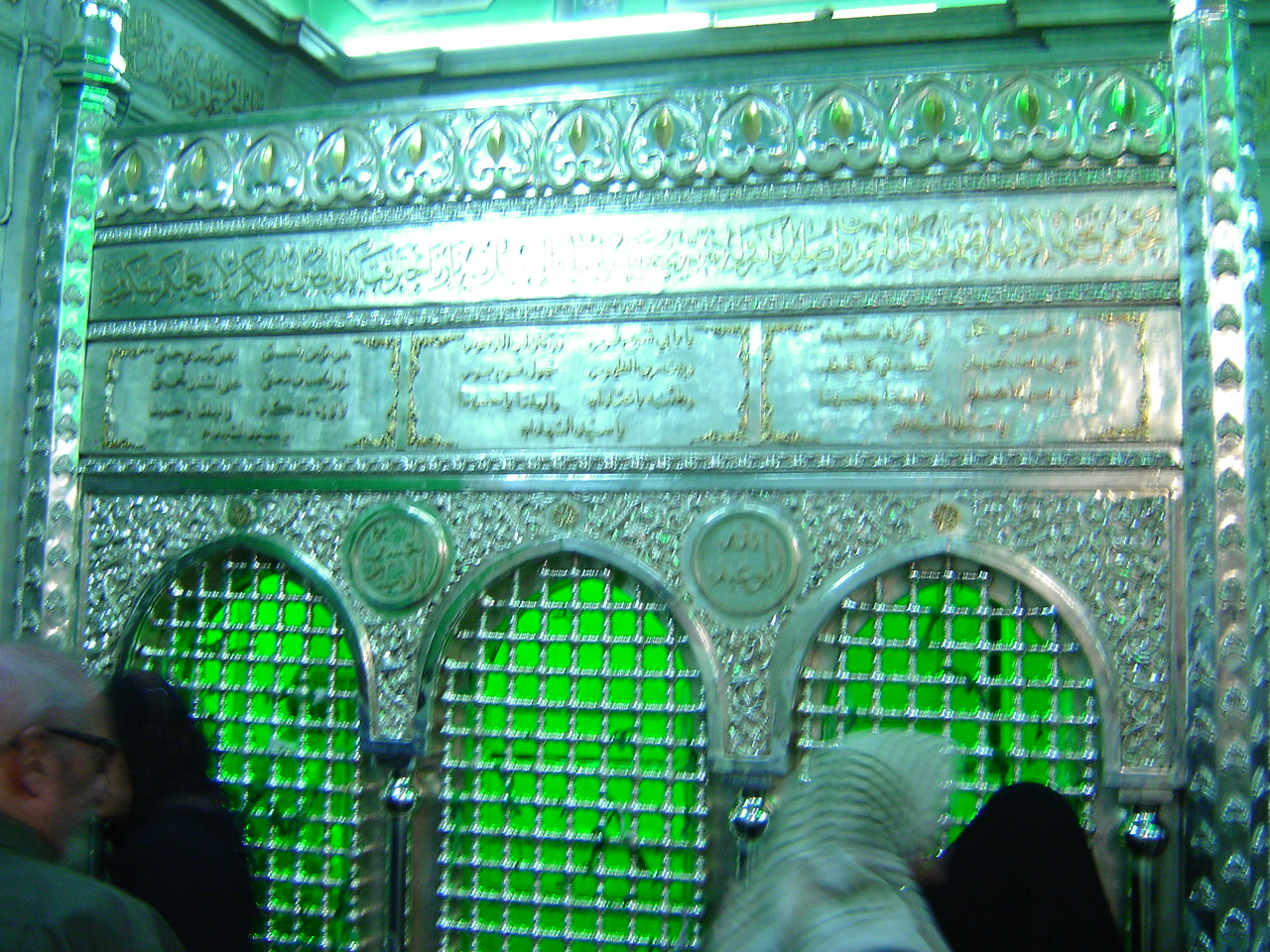
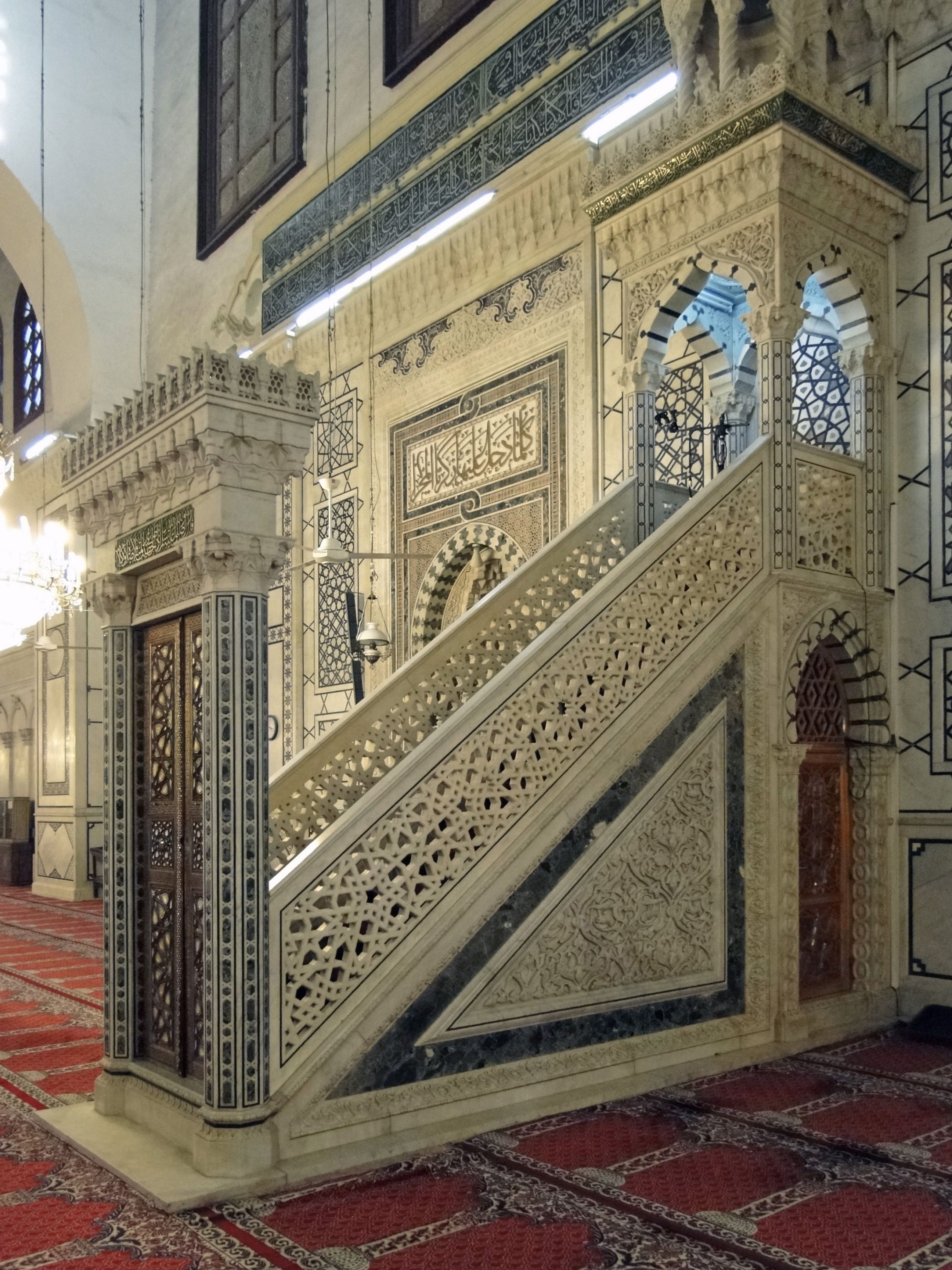
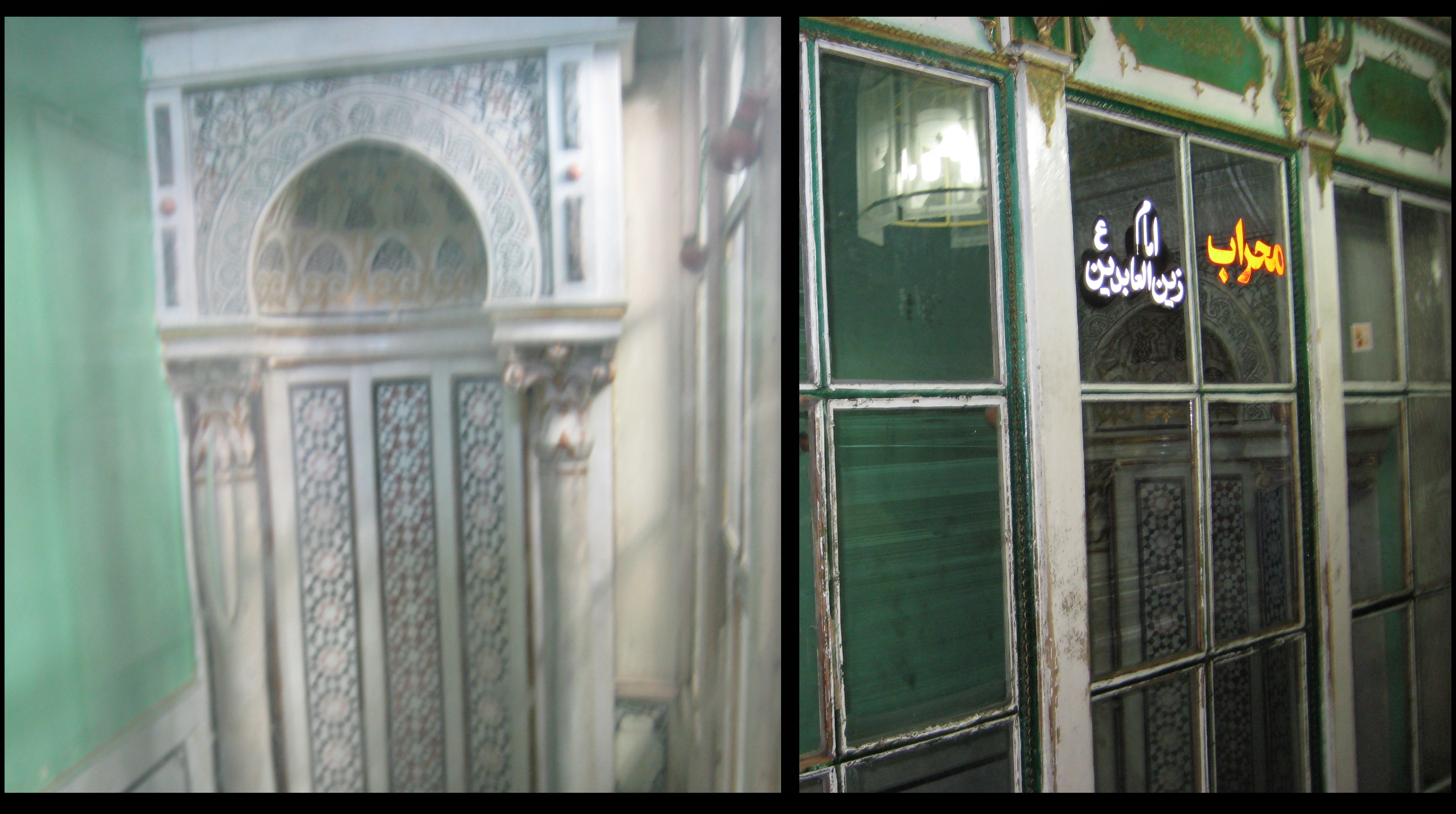
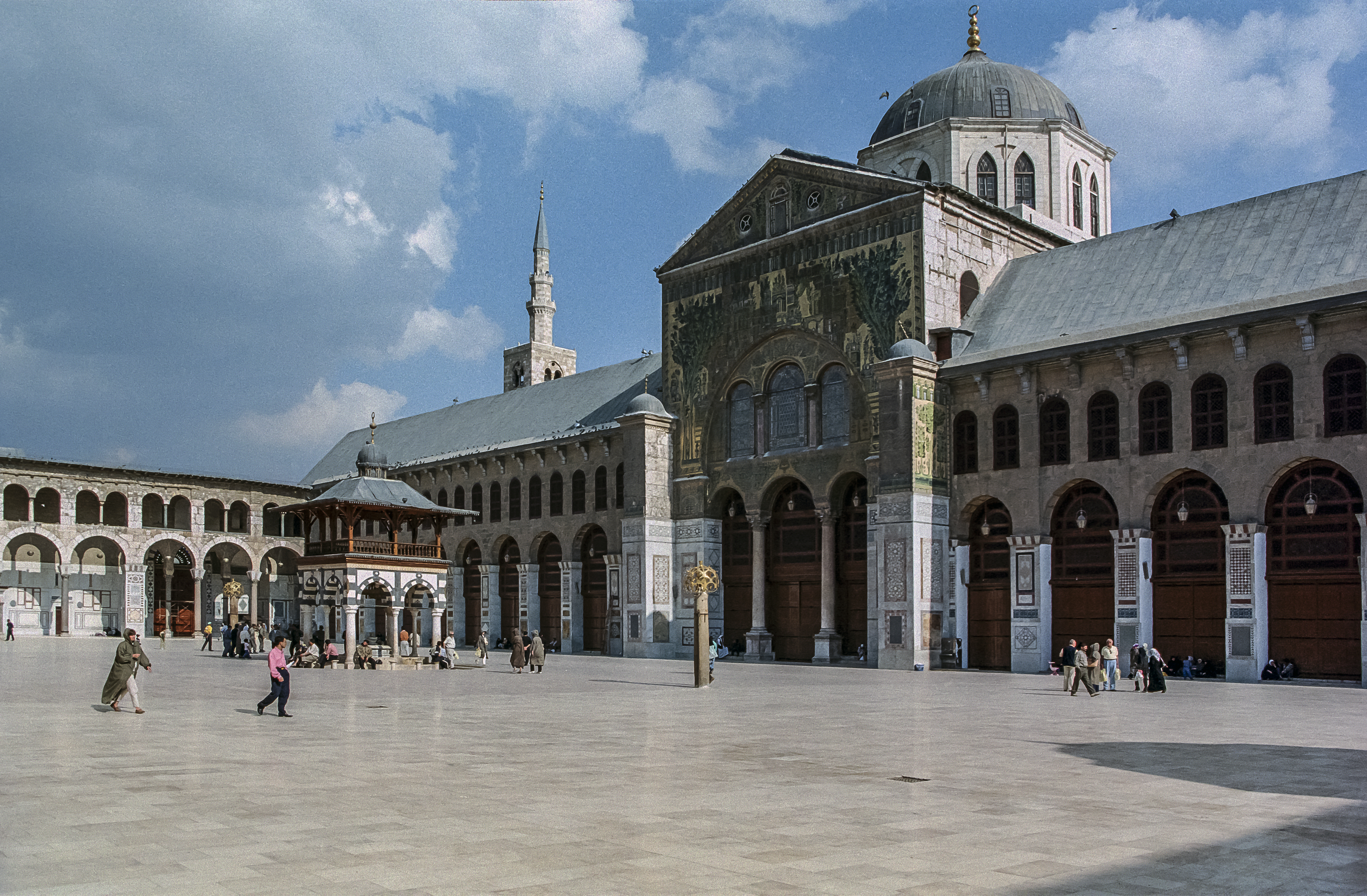
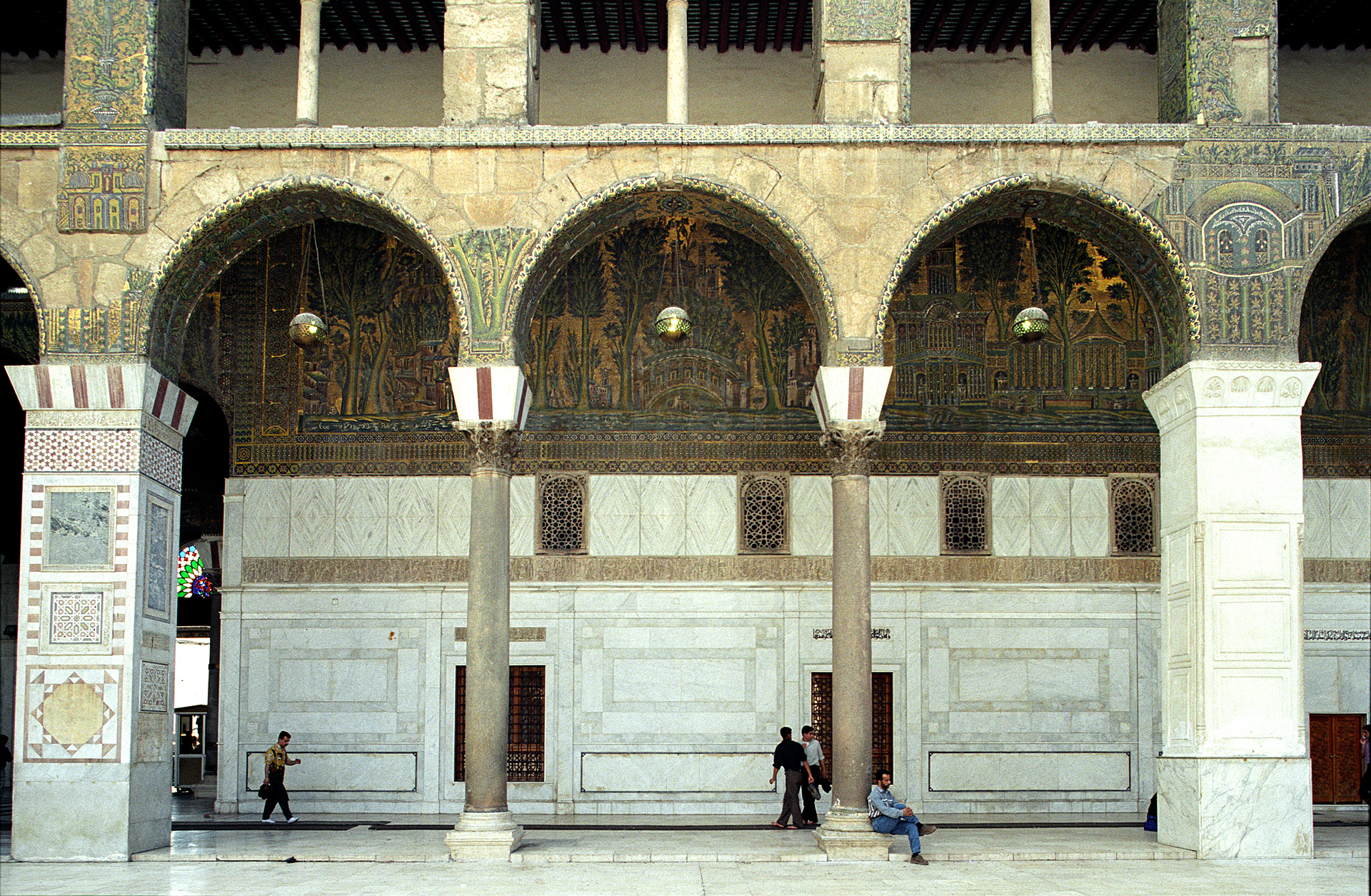
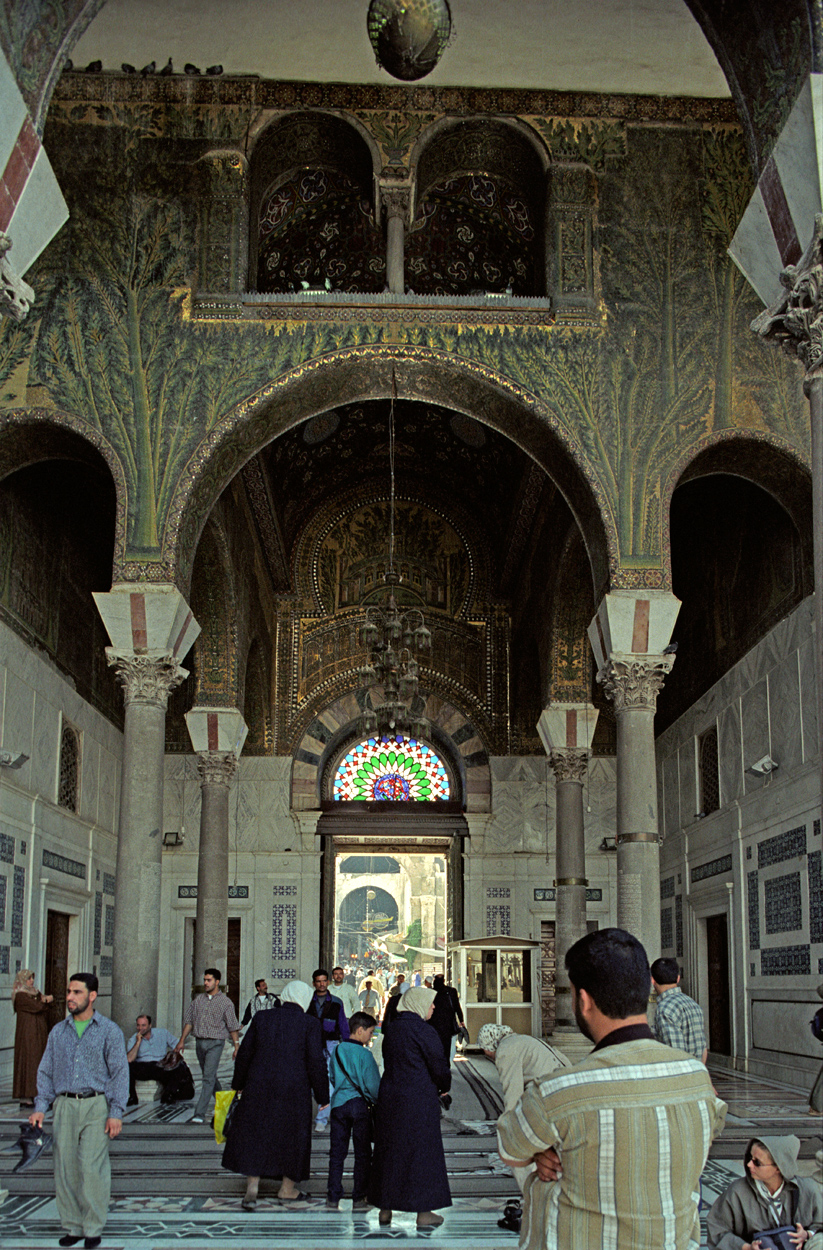
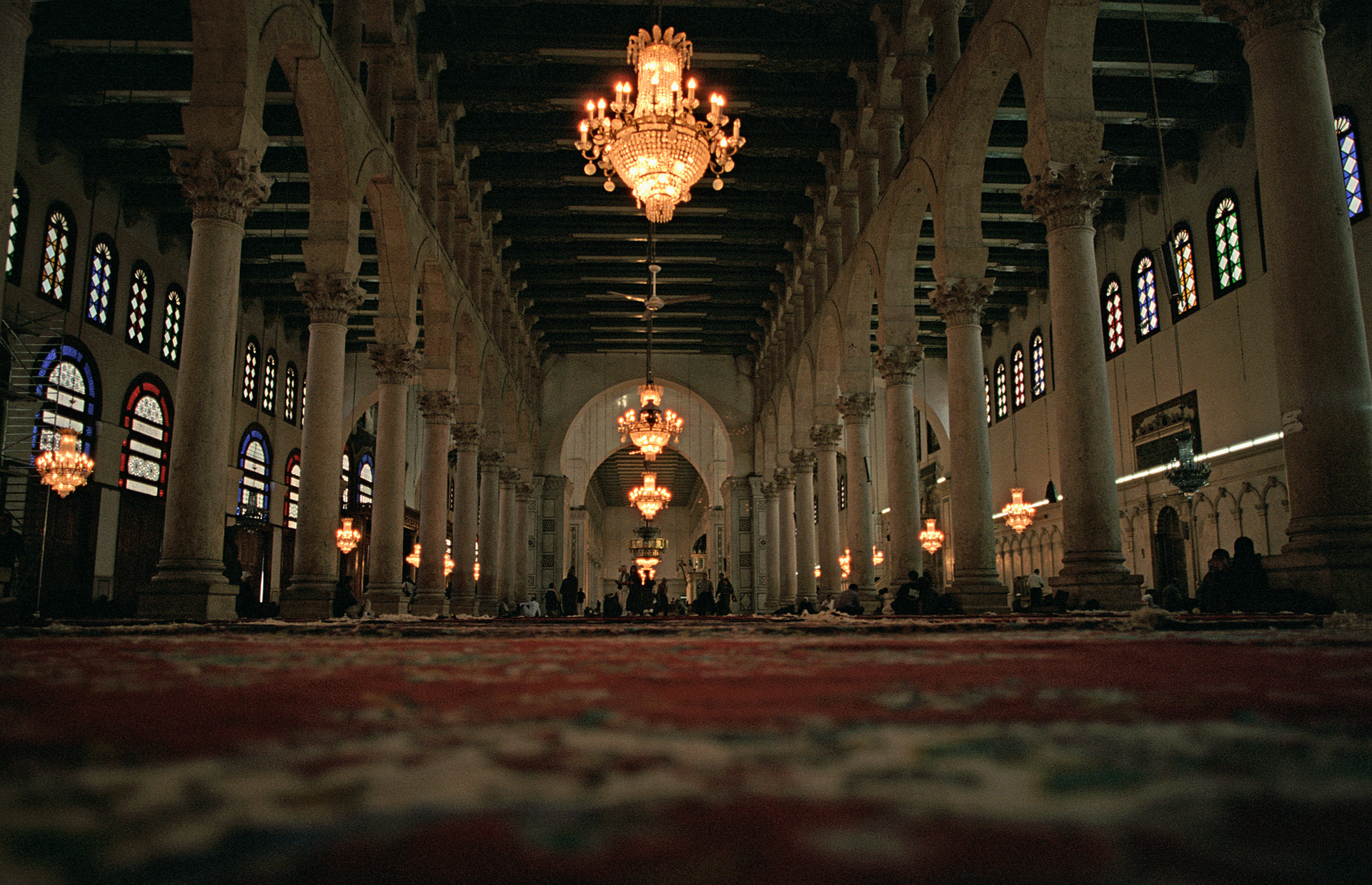
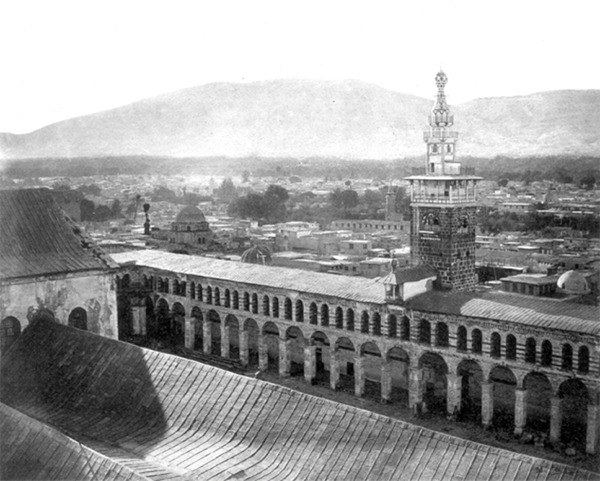
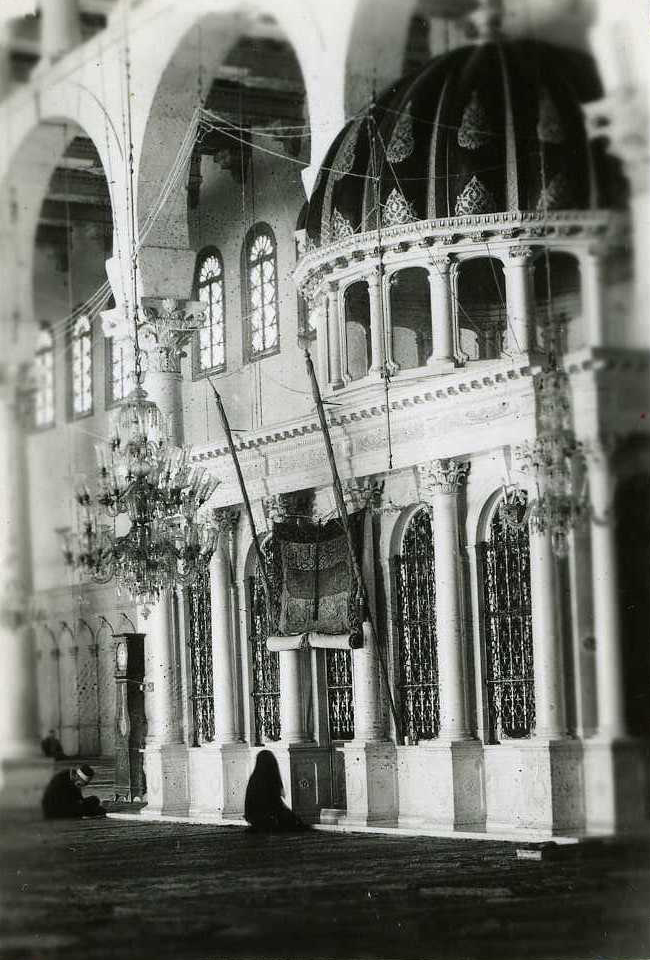
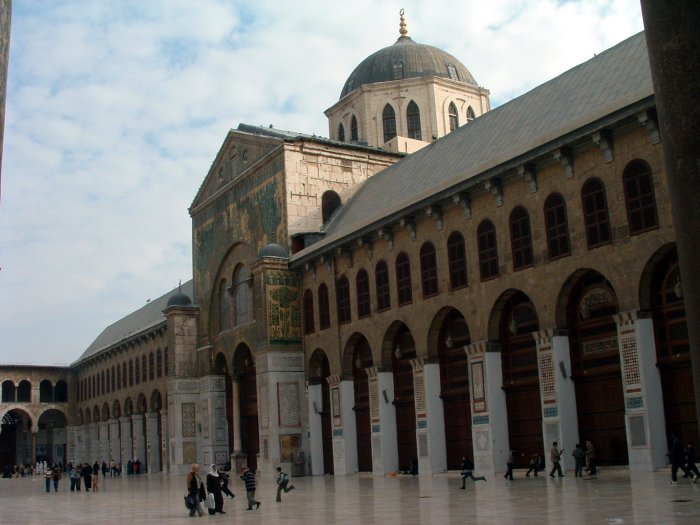